# Lucie Chainel-Lefèvre
Lucie Chainel-Lefèvre (2 juli 1983) is een Franse veldrijdster en mountainbikester. Ze is tevens de echtgenote van Steve Chainel.
In 2010 brak Chainel-Lefèvre door in het veldrijden met een tiende plaats op de Wereldkampioenschappen veldrijden 2010. Het volgende seizoen werd ze zwanger, zodat ze pas terugkeerde in het seizoen 2011-2012. In 2011 behaalde ze zilver op de Europese kampioenschappen. Begin 2012 pakte ze haar eerste Franse titel. Een jaar later prolongeerde ze haar titel. In 2013 behaalde ze ook brons op het WK. 
In het mountainbike werd ze in 2012 vice-Frans kampioen in het onderdeel cross country.